# Masta Killa
Masta Killa, född som Elgin Turner, 8 augusti 1969 i Brooklyn, New York, är en amerikansk rappare och medlem i Wu-Tang Clan. Han är en av de mindre kända medlemmarna ur kollektivet och släppte 2004 sitt första soloalbum, No Said Date. Masta Killa har även gått under namnen Jamel Irief, High Chief och Noodles.

## Diskografi

### Album
| Namn             | Släppdatum      |  |
| ---------------- | --------------- |  |
| No Said Date     | 6 juni, 2004    |  |
| Made in Brooklyn | 8 augusti, 2006 |  |

### Singlar och EP
- 2003 "No Said Date"
- 2004 "High School"
- 2004 "Old Man" b/w "Silverbacks"
- 2005 "D.T.D." b/w "Queen"
- 2006 "Ringing Bells"
- 2006 "It's What It Is" b/w "Brooklyn King"